# Condado de Sánchez-Ocaña
El Condado de Sánchez-Ocaña es un título nobiliario español, concedido por la Reina Regente de España doña María Cristina de Habsburgo-Lorena a D. Esteban Sánchez-Ocaña y Hernández Crespo y Corona el 10 de abril de 1890, por sus servicios como Médico de Cámara y Decano de la Facultad de Medicina.
Al parecer la idea que subyacía en la política de la Reina Regente al otorgar títulos con el apellido era estructurar la sociedad por familias, pues también otorgó los títulos de Conde de Chacón, Marqués de Alonso Martínez, etc.

## Nota
La importancia de este título de Conde de Sánchez-Ocaña radica como es lógico en la mayor o menor importancia de la familia Sánchez-Ocaña, ya que nominalmente el Conde de Sánchez-Ocaña es el jefe de la familia Sánchez-Ocaña. Dentro de la misma existen otros títulos nobiliarios como Marqués de La Habana, Marqués de Guadalest, Vizconde de Cuba, Marqués de Algecilla, Marquesa de Torre Ocaña, Conde de la Cañada.
Aunque desde luego hay otras familias en España con más abolengo, más títulos y mejores colecciones de arte, no cabe duda de que la extensión de fincas controladas por los Sánchez-Ocaña en su conjunto principalmente en Extremadura no es nada despreciable. La casa principal en Plasencia o Palacio Casa de los Monroy es un edificio de gran valor histórico-artístico. Recientemente se han cedido al ayuntamiento de Plasencia más de 20.000 legajos antiguos que se hallaban distribuidos entre las distintas casas de la familia principalmente en Extremadura, y que los Sánchez-Ocaña no tenían tiempo de archivar. Cabe destacar el talante liberal y tolerante de esta familia, incluso su talante burgués, aunque no son totalmente uniformes dentro de la misma las opiniones sociales o políticas.

## Armas del escudo condal del3.erConde
Cuartelado. Primer cuartel, corresponde al escudo de los Sánchez-Ocaña. Segundo cuartel, en campo de plata un pez de sable puesto en faja. Tercer cuartel, en campo de oro un árbol de sinople. Cuarto cuartel, en campo de gules un rollo de plata, acompañado a lo alto y a los flancos de tres coronas de oro, y en lo bajo de un cepo de oro puesto en faja. Lema, "Tal Como Era".

## Condes de Sánchez-Ocaña
|                           | Titular                                                  | Periodo                   |
| Creación por Alfonso XIII | Creación por Alfonso XIII                                | Creación por Alfonso XIII |
| ------------------------- | -------------------------------------------------------- | ------------------------- |
| I                         | Esteban Sánchez-Ocaña y Hernández                        | 1890                      |
| II                        | José-María Sánchez-Ocaña y Cañedo (Rehabilita el título) | 1990-2001                 |
| III                       | José-María Sánchez-Ocaña y Montalbán                     | 2004-actual titular       |

## Historia de los Condes de Sánchez-Ocaña
- ESTEBAN SÁNCHEZ-OCAÑA Y HERNÁNDEZ (26 de diciembre de 1826-29 de agosto de 1890). I conde de Sánchez-Ocaña. Médico. Cabe destacar la gran influencia que tuvo en la corte y en el Palacio Real al haber fallecido el rey Alfonso XII y ser él el médico de cámara de la regente María Cristina de Habsburgo Lorena. Vivía en un palacio en la Castellana pero eran frecuentes sus visitas al Palacio Real que realizaba como es lógico en coche de caballos. Tuvo también una casa en el Sardinero en Santander donde murió.

- JOSÉ-MARÍA SÁNCHEZ-OCAÑA Y CAÑEDO (9 de agosto de 1932-17 de diciembre de 2001), II conde de Sánchez-Ocaña. Abogado. Trabajó toda su vida en la empresa TAFISA donde fue director de exportación y director comercial y brazo derecho del dueño Folke Larsen Pearson. Fue presidente de la Federación Europea de la Madera. Los Larsen salieron del capital de TAFISA en la década de los 90 entrando un inversor portugués. Con base en Madrid y apoyándose en la red comercial que el 2.º Conde de Sánchez-Ocaña había creado, la empresa portuguesa Sonae Industria controló el mercado de aglomerados de madera en Francia y Alemania con la compra de empresas en dichos países.

- JOSÉ-MARÍA SÁNCHEZ-OCAÑA Y MONTALBÁN (n. el 19 de agosto de 1961), III conde de Sánchez-Ocaña. Ingeniero superior, máster en Relaciones Internacionales y en Empresariales, Agente de la propiedad industrial. Actualmente está jubilado y tiene un par de negocios propios. Diseñó varias gamas de cosméticos y perfumes en París. También trabajó en otras empresas internacionales, como, Sonae Industrias en Madrid, o GAMESA. Todas estas son o han sido empresas de primera línea.